# Tigru balinez
Tigrul balinez (Panthera tigris balica), harimau Bali în Indonezia, sau menționat ca samong în limba arhaică Bali, a fost o subspecie de tigru care trăia numai pe insula indoneziană Bali. A fost una din cele trei subspecii de tigru găsite în Indonezia, împreună cu tigru javaian, care de asemenea a dispărut, și tigru de Sumatra, aflat în pericol critic. Nu există tigri balici nici în captivitate. Tigrul balinez era cea mai mică subspecie de tigri și avea blana mai întunecată decât la celelalte subspecii, cu dungile aranjate, de obicei, simetric pe ambele părți ale corpului.

## Istoric
Ultimul exemplar care a fost vazut cu siguranță a fost o femelă la Sumbar Kima, in vestul Bali, la 27 septembrie 1937. Cu toate acestea, câteva exemplare au supraviețuit probabil în anii 1940 și, eventual, anii 1950. Tigrii balinezi au dispărut din cauza pierderii habitatului și din cauza vânătorii. Având în vedere dimensiunea redusă a insulei, și arealul de răspândire redus, populația inițială nu ar fi putut fi prea mare.
Dimensiunile unui tigru balinez erau comparabile cu cele ale unui leopard: greutatea unui mascul era in jur de 75–100 kg, iar la femele în jur de 65–80 kg. Masculii puteau atinge lungimea de 220 cm, iar femelele maxim 200 cm.